# Nesomyinae
Aceste rozătoare sunt singurii membri ai subfamiliei Nesomyinae. Aceste animale sunt singurele rozătoare indigene din Madagascar, au forme și dimensiuni diferite și ocupă o mare varietate de nișe ecologice. Există nesomine care seamănă cu gerbilii, șobolanii, șoarecii, șoarecii de câmp⁠(d) și chiar iepurii. Există varietăți arboricole, terestre și semi-fosoriale⁠(d).
Aceste rozătoare sunt în mod clar înrudite cel mai strâns cu unele rozătoare muroide de pe continentul african. Unii filogeneticieni moleculari consideră că această cladă de rozătoare malgașe și africane reprezintă o familie distinctă, Nesomyidae. Alți cercetători plasează Nesomyinae într-o familie mare, Muridae, împreună cu toți membrii superfamiliei Muroidea.
S-a raportat că Nesomyinae nu este monofiletic, dar acest lucru nu a fost susținut de alte analize. În plus, au existat probleme cu acest studiu special, în special utilizarea Calomyscus⁠(d) ca un grup extern, în timp ce muroidele mai înrudite (rizomiinele⁠(d)) au fost incluse în grup. Este probabil ca toate rozătoarele din Madagascar să fie descendenții unei singure invazii a insulei.
Dacă sunt monofiletice, nesominele reprezintă unul dintre cele patru evenimente de colonizare a mamiferelor terestre din Africa continentală. Celelalte grupuri sunt tenrecii⁠(d), lemurii și Eupleridae⁠(d). Analizele ceasului molecular sugerează că strămoșul nesomiinelor a colonizat Madagascarul în urmă cu aproximativ 20-25 de milioane de ani. Acesta este aproximativ în același timp cu Eupleridae, dar este mult mai recent decât perioada estimată de colonizare a tenrecilor și lemurilor.
Nesomyinae conține 9 genuri și 27 de specii.

## Taxonomie
Subfamilia Nesomyinae
- Genul Brachytarsomys⁠(d)
  - Brachytarsomys albicauda⁠(d)
  - Brachytarsomys mahajambaensis⁠(d) (dispărut)
  - Brachytarsomys villosa⁠(d)
- Genul Brachyuromys⁠(d)
  - Brachyuromys betsileoensis⁠(d)
  - Brachyuromys ramirohitra⁠(d)
- Genul Eliurus⁠(d)
  - Eliurus antsingy⁠(d)
  - Eliurus carletoni⁠(d)
  - Eliurus ellermani⁠(d)
  - Eliurus danieli⁠(d)
  - Eliurus grandidieri⁠(d)
  - Eliurus majori⁠(d)
  - Eliurus minor⁠(d)
  - Eliurus myoxinus⁠(d)
  - Eliurus penicillatus⁠(d)
  - Eliurus petteri⁠(d)
  - Eliurus tanala⁠(d)
  - Eliurus webbi⁠(d)
- Genul Gymnuromys
  - Gymnuromys roberti⁠(d)
- Genul Hypogeomys
  - Hypogeomys antimena⁠(d)
  - Hypogeomys australis⁠(d) (dispărut)
- Genul Macrotarsomys⁠(d)
  - Macrotarsomys bastardi⁠(d)
  - Macrotarsomys ingens⁠(d)
  - Macrotarsomys petteri⁠(d)
- Genul Monticolomys
  - Monticolomys koopmani⁠(d)
- Genul Nesomys⁠(d)
  - Nesomys audeberti⁠(d)
  - Nesomys lambertoni⁠(d)
  - Nesomys narindaensis⁠(d) (dispărut)
  - Nesomys rufus⁠(d)
- Genul Voalavo⁠(d)
  - Voalavo antsahabensis⁠(d)
  - Voalavo gymnocaudus⁠(d)